# فرودگاه وایکینگ (جنوبی)
فرودگاه وایکینگ (جنوبی) (به انگلیسی: Viking (South) Aerodrome) یک فرودگاه خصوصی است . این فرودگاه در کشور کانادا قرار دارد و در ارتفاع ۶۸۳ متری از سطح دریا واقع شده است.